# عیسای رنجبر
عیسای رنجبر نام یکی از ایزدان مانوی در سنت مانوی رایج در مناطق غربی بوده که در ایران و چین آنرا گریوزندگ یا نفس زنده می خواندند و به آفرینش نخستین مربوط می گردد. در اساطیر مانوی او نوه هرمزدبغ بوده و از امهرسپندان پدید می آید با توجه به بازشناسی اساطیر این دین می‌توان گفت عیسای رنجبر نماد نور زندانی در تاریکی مادی است که نماد انسان فانی رنج کشیده از دنیا انگاشته می شود.

## منبع
- اسماعیل پور، ابوالقاسم.اسطوره آفرینش در آیین مانی.تهران.نشر کاروان.چاپ دوم.ص۲۹۲